# Charles Brunin

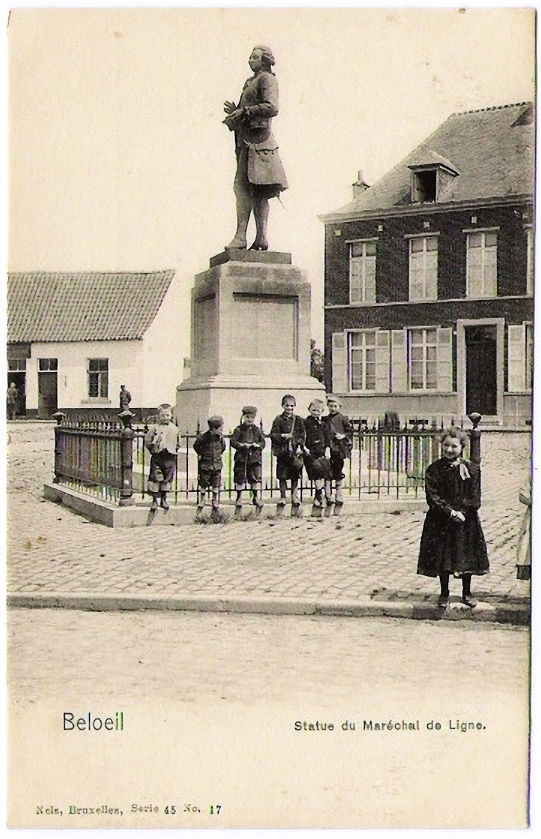
Prins de Ligne (1882-1883), Belœil

Charles Eugène Brunin (Bergen, 10 mei 1841 – Schaarbeek, 2 juni 1887) was een Belgisch beeldhouwer.

## Leven en werk
Charles Brunin was een zoon van koopman Eugène Victor Joseph Brunin en Caroline Claire Dandoy. Hij studeerde aan de Bergense Academie bij Etienne Wauquière, aan de Koninklijke Academie voor Schone Kunsten van Antwerpen bij Jozef Geefs (1865-1869) en aan de Koninklijke Academie voor Schone Kunsten van Brussel (1869-1870, 1872-1873) bij Eugène Simonis. In 1869 dong hij mee naar de Prix de Rome. Hij won niet, maar kon dankzij subsidies van de stad Bergen toch naar Rome. Zijn tijd in Italië inspireerde hem tot het maken van meerdere Italiaanse volkstypes.
Brunin beeldhouwde bustes, figuren, gedenktekens en portretten. Als exposant debuteerde hij in september 1871, op de tentoonstelling van Levende Meesters in Amsterdam en een week later op de Salon van Gent. Verder nam hij onder andere deel aan de Salons van Brussel, de wereldtentoonstellingen van 1878 in Parijs en 1880 in Brussel, de Internationale Koloniale en Uitvoerhandel Tentoonstelling (1883) in Amsterdam. In 1872 liet hij op de Brusselse Salon de marmeren buste Milanese zien. Er ontstond een schandaal toen het werk door een jurylid werd aangekocht in plaats van de Staat. Zijn marmeren werk De duiven van Sint-Marcus werd op de Brusselse Salon van 1875 door de koning aangekocht, een exemplaar in brons werd in 1893 opgenomen in de collectie van de Koninklijke Musea voor Schone Kunsten van België. In 1879 won hij een opdracht voor een monumentale vaas achter het parlementsgebouw in Brussel. Op de wereldtentoonstelling van 1879 in Sydney en de Adelaide Jubilee International Exhibition in Adelaide (1887) werd Brunins werk onderscheiden.
Van 1873 tot 1882 was Brunin leraar aan de Academie van Bergen. In 1879 trouwde hij met Marie Pauline Ernestine Clays (1855), dochter van marineschilder Paul-Jean Clays. In 1882 vestigde het paar zich weer in het Brusselse. Brunin overleed een aantal jaren later, op 46-jarige leeftijd. Verscheidene opdrachten, waaronder drie beelden voor het stadhuis van Brussel en een monument voor burgemeester François Dolez kon hij niet meer voltooien.

## Enkele werken
- 1865 jonge vrouw in gebed, grafmonument voor Béatrix Boulengé de la Hainière op het kerkhof van Bergen.
- 1874 Milanese, marmeren buste.
- 1875 De duiven van Sint-Marcus, opgenomen in een privécollectie (marmer) en in de collectie van de Koninklijke Musea voor Schone Kunsten van België (brons).
- 1878-1879 De kunstnijverheid, basreliëf aan de gevel van het Paleis voor Schone Kunsten in Brussel.
- 1879-1881 allegorische verbeelding van de provincie Henegouwen voor het Monument voor de Dynastie in het park van Laken.
- 1879-1881 monumentale vaas, met een allegorie van de grondwet in hoog-reliëf, achter het Paleis der Natie in Brussel.
- 1881 buste van schilderes Euphrosine Beernaert, een marmeren versie is opgenomen in de collectie van het Koninklijk Museum voor Schone Kunsten Antwerpen.
- 1882-1883 standbeeld van Charles-Joseph de Ligne, Belœil.[7]
- 1887 buste van natuurkundige en scheikundige Louis Melsens, collectie Koninklijke Academie van België.

## Fotogalerij

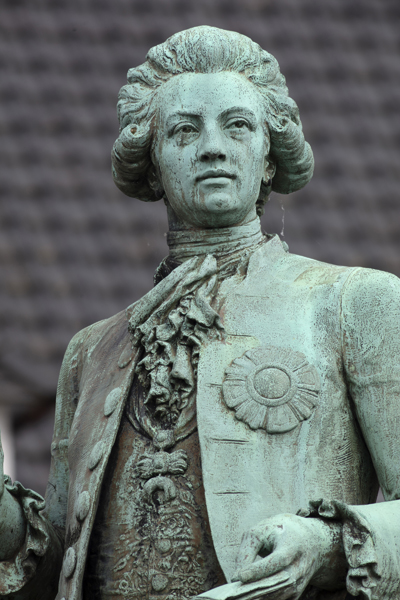
Monument voor Charles-Joseph de Ligne (Belœil)
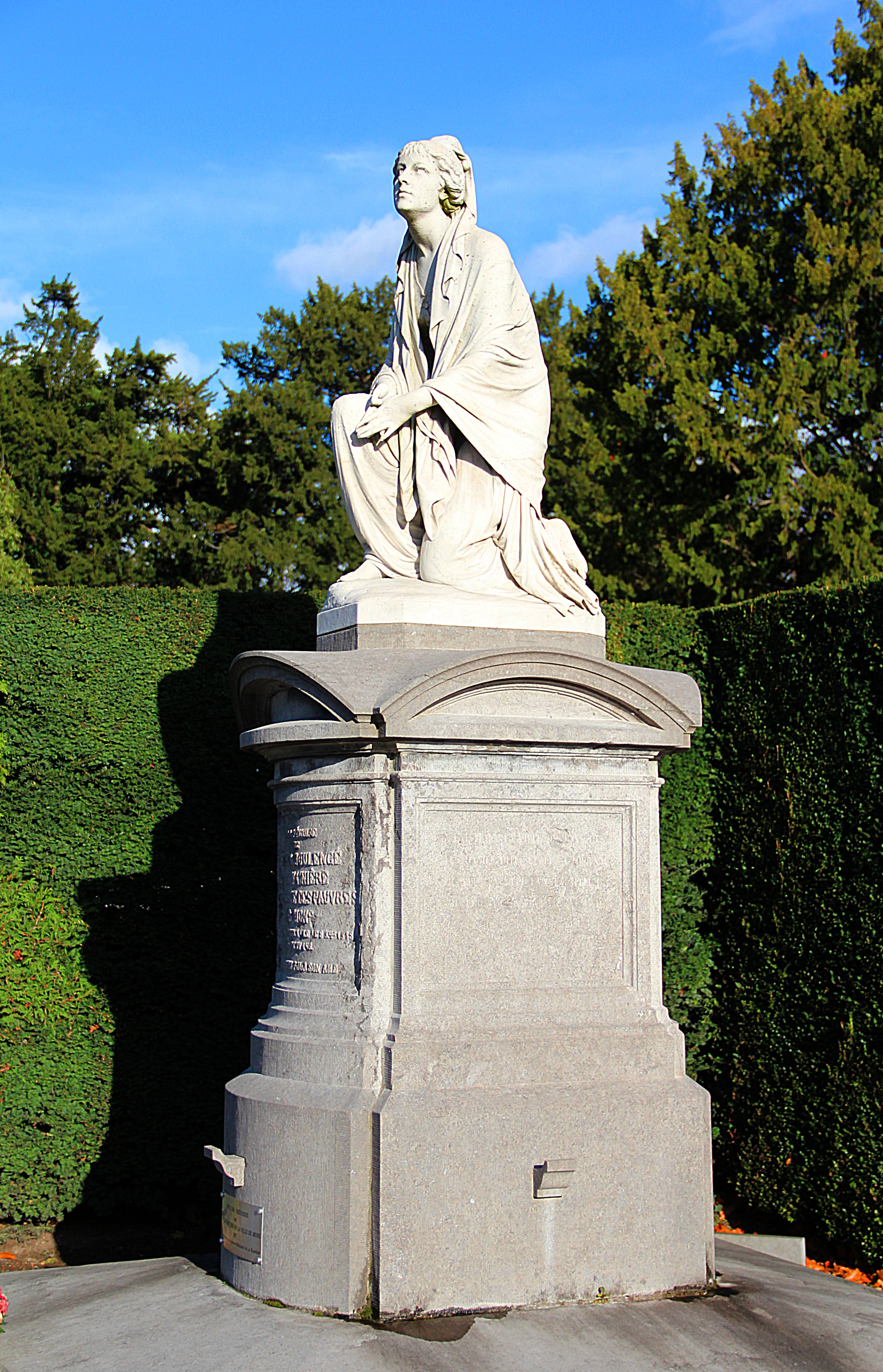
Grafmonument Boulangé de la Hainière (1865), Bergen
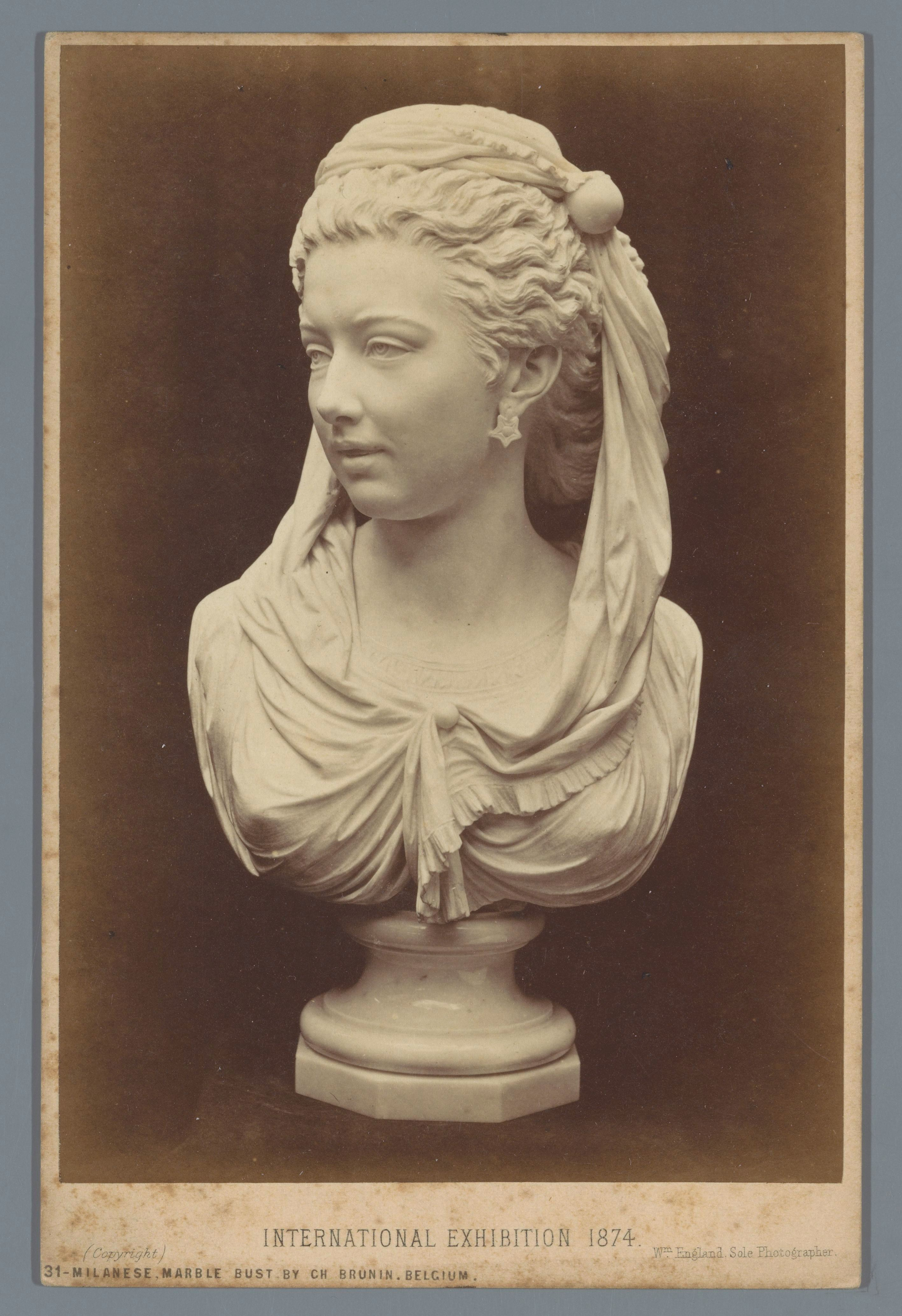
Milanese (1874)

- RKD-Nederlands Instituut voor Kunstgeschiedenis: 13544